# Gare de Châtel-Saint-Denis
La gare de Châtel-Saint-Denis est une gare ferroviaire située sur le territoire de la commune suisse de Châtel-Saint-Denis, dans le canton de Fribourg.

## Situation ferroviaire
La gare de Châtel-Saint-Denis est située sur la ligne métrique de Palézieux à Montbovon, au point kilométrique 6,47 de la section de Palézieux à Châtel-Saint-Denis et 0 de la section de Châtel-Saint-Denis à Montbovon, à 806,70 mètres d'altitude. Elle dispose de deux quais latéraux.

## Histoire
La gare de Châtel-Saint-Denis est mise en service le 29 avril 1901 par la compagnie du chemin de fer Châtel-Saint-Denis - Palézieux (CP). Les chemins de fer électriques de la Gruyère (CEG) ouvrent la ligne de Châtel-Saint-Denis à Vuadens en 1903 et les Chemins de fer électriques veveysans mettent en service la ligne de Châtel-Saint-Denis à Saint-Légier en 1904. Les CEG absorbent le CP en 1907.

L'ancienne gare
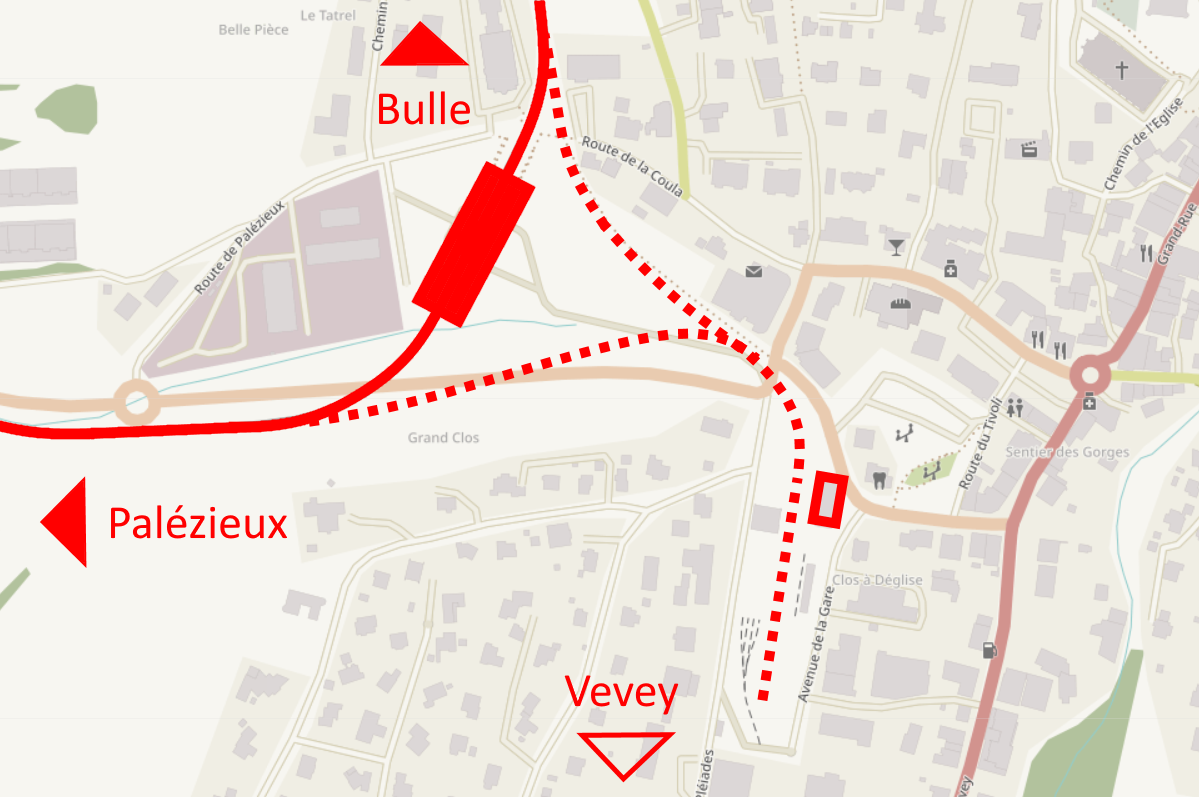
Carte représentant la gare ouverte en 2019 (rectangle plein) et l'ancienne gare (rectangle vide), avec la voie actuelle en trait plein et les anciennes voies en pointillé.
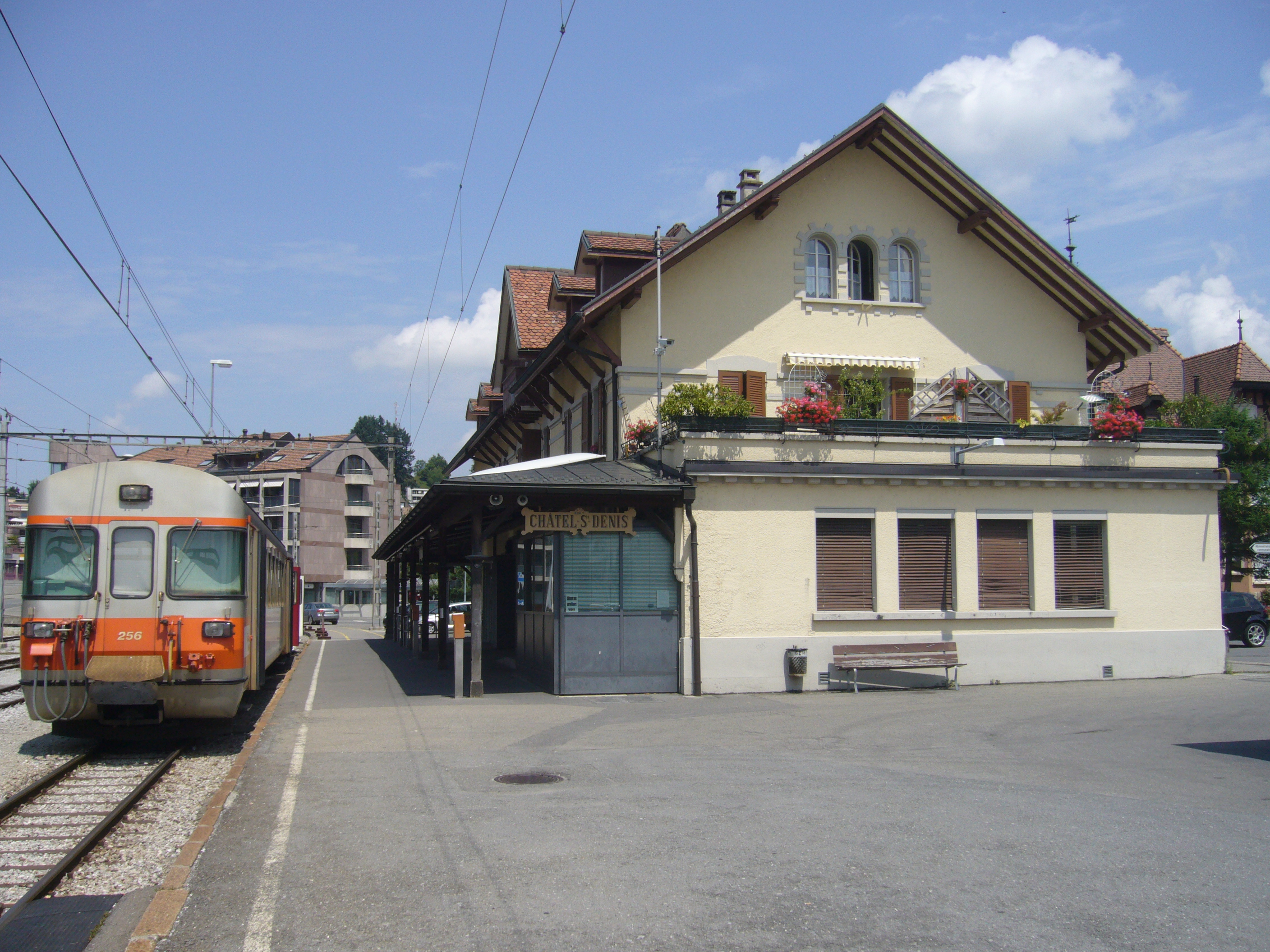
L'ancienne gare en 2013.

La ligne vers Saint-Légier est supprimée en 1969 et la gare se retrouve en impasse. Une nouvelle gare est donc mise en service en 2019 à quelques centaines de mètres de l'ancienne pour réduire la distance entre Palézieux et Bulle en supprimant le rebroussement en gare, ce qui permet de gagner trois minutes sur ce trajet. Le chantier, qui a duré trois ans et a coûté 60 millions de francs, comprenait également la réalisation d'une nouvelle route cantonale, la revitalisation du ruisseau le Tatrel et la création d'une voie verte,.

## Desserte

### RER Fribourg

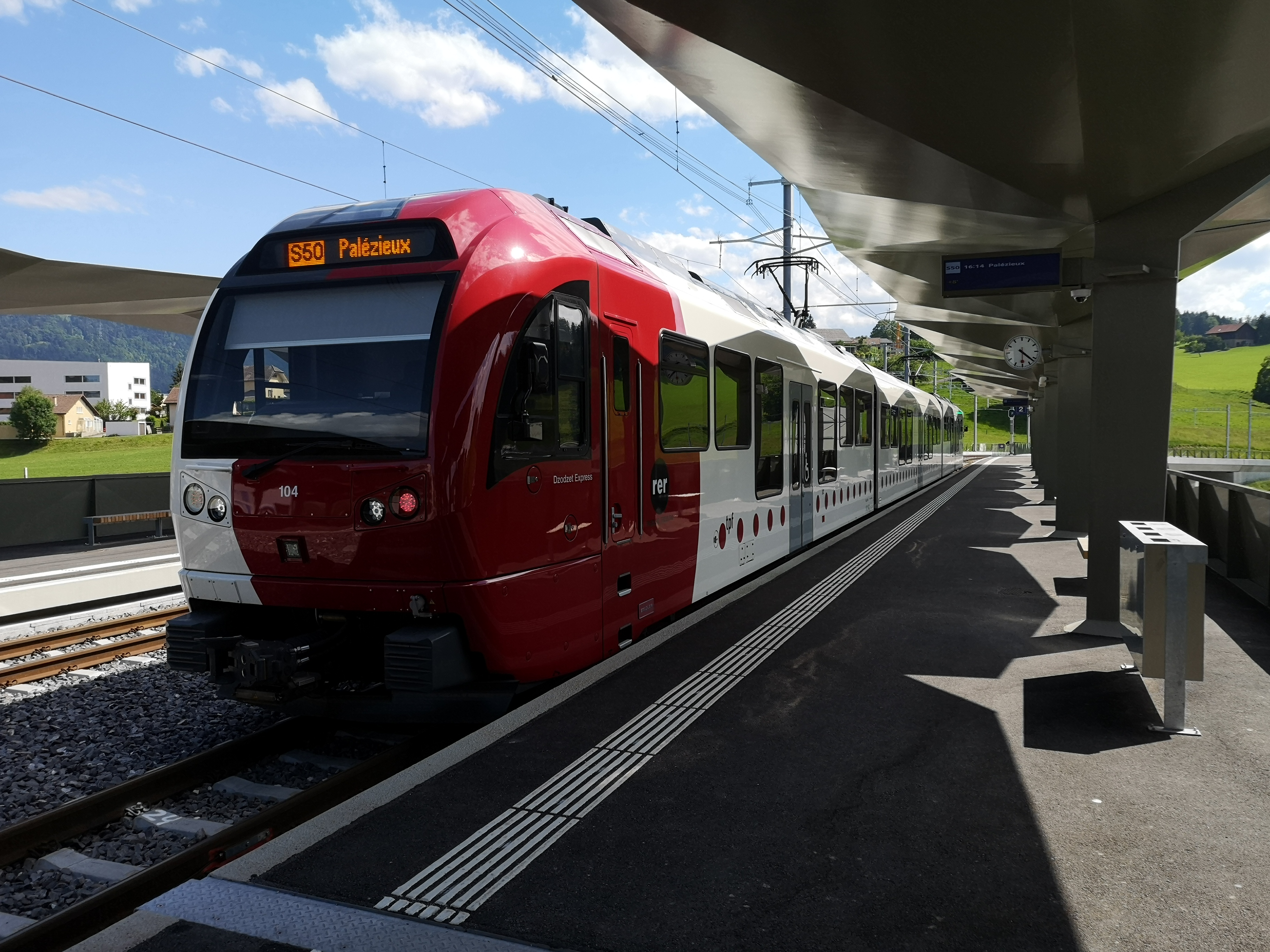
TPF ABe 2/4+B+Be 2/4 à quai en direction de Palézieux.

La gare fait partie du réseau RER Fribourg. Châtel-Saint-Denis est desservie par la ligne S50 reliant Palézieux à Montbovon toutes les heures. Une seconde liaison circulant toutes les heures, baptisée S51, relie du lundi au vendredi Palézieux à Gruyères et permet d'assurer une cadence semi-horaire avec la ligne S50 sur ce même tronçon.

### Intermodalité
La gare de Châtel-Saint-Denis est également desservie par la ligne 492 des TPF qui mène aux Paccots et par la ligne 213 de la compagnie Vevey-Montreux-Chillon-Villeneuve (VMCV) qui mène à Vevey.
La gare est également desservie par la ligne de bus de nuit N23 reliant Bulle à Palézieux.